# آرناشتاین
شهر آرناشتاین (به آلمانی: Arnstein) در ایالت بایرن در کشور آلمان واقع شده است.